# Arnold Viiding
Arnold Viiding, né le 19 mars 1911 à Walk et mort le 19 octobre 2006 à Sydney en Australie, est un athlète estonien spécialiste du lancer du poids.

## Palmarès

### Championnats d'Europe d'athlétisme
- Championnats d'Europe d'athlétisme 1934 à Turin, Italie
  -  Médaille d'or du lancer du poids
  - 5e du lancer du disque